# Cheikh N'diaye
Pour les articles homonymes, voir N'Diaye.
Cheikh N'diaye est un réalisateur de documentaires franco-mauritanien né le 10 juillet 1971 à Nouadhibou en Mauritanie.

## Filmographie
- 2003 : Najb Soudani, artisan et maître Gnawi (court métrage)
- 2005 : Malouma, diva des sables (documentaire)
- 2010 : L'ombre des marabouts (documentaire)
- 2013 : Nègre blanc (documentaire)